# Bauer Frigyes
Bauer Frigyes (angolul: Frederick Bauer) (?, 1834 körül – Spotsylvania megye, Virginia, 1864. május 5.) magyar származású amerikai szabadságharcos, hősi halált halt az amerikai polgárháborúban az unionisták oldalán.

## Élete
Szüleivel élt a New York állambeli Rochesterben. Kitanulta a cipészmesterséget, s ebben a szakmában működött. 1862-ben állt be Abraham Lincoln zászlaja alá az egységes Egyesült Államokért, a rabszolgaság megszüntetéséért, a csillagsávos lobogóért. 1864 május 5-én a mindkét fél részéről nagy áldozatokat követelő Vadon csatában (Virginia) esett el.